# Turtle Rock Studios
Turtle Rock Studios (antes conocida como Valve South) es una empresa multi-proyecto, ubicada en el corazón del Condado de Orange, California. Prosperan en un entorno abierto y colaborativo, que es conducido por los cofundadores Chris Ashton y Phil Robb.

## Historia
El 20 de noviembre de 2006, Turtle Rock Studios anunció Left 4 Dead, un juego multijugador cooperativo de acción. Este se creó con la última versión del motor Source disponible y es parte de la IA de Turtle Rock, que se ha actualizado con la inteligencia artificial (IA) utilizada por los bots de Condition Zero. El juego se lanzó para Microsoft Windows y Xbox 360 en noviembre de 2008.

### 2008:
El 10 de enero de 2008, Valve anunció la compra de Turtle Rock Studios. Valve tomó el control de su desarrollo desde entonces. Ese mismo año, Valve se deshizo Turtle Rock Studios y le dio a todo el personal la oportunidad de entrar a Valve si lo deseaban.

### 2009:
En 2009 Turtle Rock Studios se reabrió avalada por Valve, con Chris Ashton y Phil Robb.
El 3 de junio de 2009, Doug Lombardi de Valve confirmó que el estudio suspendería acciones operativas, tiempo después Valve South (Turtle Rock Studios) lanzó Left 4 Dead.

### 2010:
El 5 de febrero de 2010, Turtle Rock Studios creó una nueva página web declarando que se habían reformado y volverían a trabajar en los videojuegos.
El 2 de junio de 2010, Turtle Rock Studios anunció la creación de una nueva división en Turtle Rock llamada Turtle Rock Garage, la cual se basaba en juegos casuales.
El 22 de septiembre de 2010, Digital Development Management anunció que representarían a Turtle Rock Studios para encontrar publicadores para sus juegos.

### 2011:
El 9 de febrero de 2011, Turtle Rock Studios anunció que necesitaban un alto número de empleados para su próximo título.
El 26 de mayo de 2011, THQ anunció que podían publicar el próximo título de Turtle Rock.
El 20 de octubre de 2011, Turtle Rock confirmó que su próximo título estaría proporcionado por el motor CryEngine 3

### 2019:
El 14 de marzo de 2019 Turtle Rock Studios anuncia Back 4 Blood en cooperación con Warner Bros. Interactive Entertainment. Un nuevo shooter cooperativo con temática zombi.

### 2021:
El 17 de diciembre de 2021, el presidente de Turtle Rock Studios Steve Goldstein comento que el estudio fue adquirido por la empresa china de telecomunicaciones Tencent Holdings formando parte de los estudios de Tencent Games, mencionando el apoyo de crear juegos ambiciosos como lo han soñado, conservando su autonomía y espíritu independiente.

## Juegos desarrollados/portados
Turtle Rock Studios es reconocida por su trabajo con Valve, en los que están las franquicias Counter-Strike y Left 4 Dead.
| Año  | Juego                              | Distribuidora            | Plataforma(s) | Plataforma(s) | Plataforma(s) | Plataforma(s) | Plataforma(s) | Plataforma(s) | Plataforma(s) | Plataforma(s) | Plataforma(s) | Plataforma(s) |
| Año  | Juego                              | Distribuidora            | Win           | Mac           | Lin           | Xbox          | X360          | PS4           | XBO           | Xbox Series   | iOS           | Android       |
| ---- | ---------------------------------- | ------------------------ | ------------- | ------------- | ------------- | ------------- | ------------- | ------------- | ------------- | ------------- | ------------- | ------------- |
| 2003 | Counter-Strike (Adaptación a Xbox) | Microsoft Game Studios   | No            | No            | No            | Sí            | No            | No            | No            | No            | No            | No            |
| 2004 | Counter-Strike: Condition Zero     | Sierra Entertainment     | Sí            | Sí            | Sí            | No            | No            | No            | No            | No            | No            | No            |
| 2004 | Counter-Strike: Source             | Valve Corporation        | Sí            | Sí            | Sí            | No            | No            | No            | No            | No            | No            | No            |
| 2004 | Half-Life 2: Deathmatch            | Valve Corporation        | Sí            | Sí            | Sí            | No            | No            | No            | No            | No            | No            | No            |
| 2008 | Left 4 Dead                        | Valve Corporation        | Sí            | Sí            | No            | No            | Sí            | No            | Sí            | Sí            | No            | No            |
| 2009 | Left 4 Dead 2: The Passing         | Valve Corporation        | Sí            | Sí            | No            | No            | Sí            | No            | Sí            | Sí            | No            | No            |
| 2011 | Leap Sheep!                        | Turtle Rock Studios      | No            | No            | No            | No            | No            | No            | No            | Sí            | Sí            |               |
| 2015 | Evolve                             | 2K Games                 | Sí            | No            | No            | No            | No            | Sí            | Sí            | No            | No            |               |
| 2016 | Evolve Stage 2                     | 2K Games                 | Sí            | No            | No            | No            | No            | No            | No            | No            | No            |               |
| 2021 | Back 4 Blood                       | Warner Bros. Interactive | Sí            | Sí            | No            | No            | No            | Sí            | Sí            | Sí            | No            |               |

## Realidad Virtual
Turtle Rock Studios también ha publicado títulos enfocados en VR como son:
- Other Worlds (2 de noviembre de 2016) [10]

- Face your fears (26 de octubre de 2016) [11]
- Blade Runner 2049: Replicant Pursuit (21 de julio de 2017) [12]
- The Well (11 de octubre de 2017)[13]
- Face your fears 2 (21 de mayo de 2019) [14]